# Personnages de Leverage

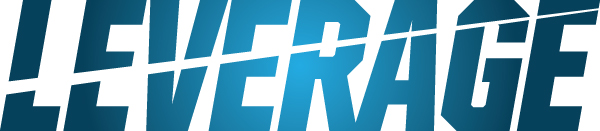
Logo de la série télévisée Leverage

Cet article présente les personnages de la série télévisée américaine Leverage.

## Personnages principaux

### Nathan Ford

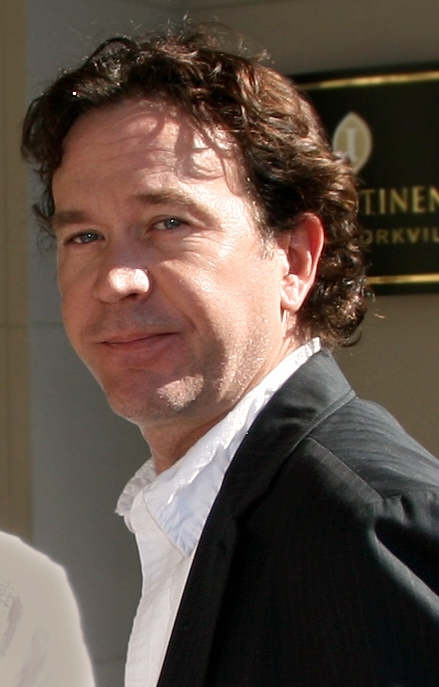
TimothyHutton08TIFF

Nate un ancien enquêteur des fraudes à l'assurance ayant perdu son fils à cause de ses anciens employeurs, la société IYS, qui ont refusé de financer un traitement expérimental qui aurait pu lui sauver la vie. S'ensuit une période de dépression à la suite de laquelle il se sépare de sa femme, perd son emploi et sombre dans l'alcoolisme. 
Contacté pour monter une arnaque, il fait appel à différents experts aux compétences illégales, dont il a fait connaissance lors de ses enquêtes. Alors que ce commanditaire se retourne contre eux, ils finissent par faire front, puis acceptent de mettre en commun leurs compétences pour monter une agence de redresseur de torts. Son credo est alors de chercher des victimes du système pour se retourner contre les riches et les puissants en montant une arnaque personnalisée de toutes pièces, tout en humanisant ses collègues.
Bien que sa dépendance à l'alcool ait baissé, il retombe régulièrement dans ses travers, ce que ses collègues lui dénotent systématiquement. Il garde également un œil sur l'activité de IYS, si bien que certaines affaires sont toujours personnelles puisqu'elles impliquent des compagnies assurées ou partenaires de son ancien employeur. Il se venge indirectement ainsi du rôle de la société dans la mort de son fils.
Toujours protecteur de son équipe malgré son air léger, il entretient une relation très particulière avec Sophie.
Nate est catholique. Avant d'être enquêteur d'assurances, il voulait rentrer dans les ordres.
Son père Jimmy Ford est un escroc.
Il est dans le collimateur de Sterling, un autre enquêteur de IYS qui surveille sa nouvelle activité.
Il est interprété par Timothy Hutton (VF : Jean-François Aupied)

### Sophie Devereaux
Sophie est une arnaqueuse professionnelle, maîtresse dans l'art de prendre le rôle de différentes personnalités, métiers, tout en manipulant ses cibles pour l'emmener à ses fins, utilisant par exemple la programmation neuro-linguistique. Voleuse d'art, elle a tenté plusieurs fois de dérober des œuvres assurées par IYS, l'ancien employeur de Nate. De ce fait, ce dernier la connaît très bien pour l'avoir rencontrée à plusieurs reprises par le passé.
Elle possède un don pour l'histoire, l'art, les langues et en particulier pour les accents. Dans le civil, elle tente de mener une carrière de comédienne, mais possède un talent médiocre sur les planches. À l'inverse, lorsqu'il s'agit d'arnaquer, ses dons sont spectaculaires.
Sophie possède plusieurs pseudonymes et fausses identités - souvent dans la Noblesse - mais se présente comme Sophie Devereaux auprès de son équipe, sans que ceux-ci sachent s'il s'agit de son véritable nom. Tous ignorent son passé, bien qu'ils savent qu'elle a beaucoup opéré au Royaume-Uni.
Soucieuse des états d'âme des membres de son équipe, elle materne les différents membres. Lorsque Nathan n'est pas en mesure d'assurer son rôle, c'est elle qui reprend les rênes de l'agence. Elle est particulièrement proche de Parker, qui a du mal à extérioriser ses sentiments et lui demande régulièrement conseil, et surtout de Nate avec qui elle entretient une relation ambiguë.
Sophie est interprétée par Gina Bellman (VF : Laurence Charpentier)

### Alec Hardison
Alec est le spécialiste en informatique, électronique et ingénierie de l'équipe.
Étant le plus jeune membre de l'équipe, Alec peut faire preuve d'immaturité. Il a grandi auprès de sa grand-mère et chérit plus son matériel (notamment son van qu'il baptise "Lucy") que ses collègues. Il possède de grands talents de piratage, ce qui lui permet de rentrer dans des bâtiments, créer des programmes sur clé USB pouvant copier les dossiers confidentiels dès qu'ils sont insérés dans les ordinateurs, et même créer des bombes, des contrefaçons, des fusils à impulsion électromagnétique ou des écouteurs spéciaux permettant aux membres de l'équipe de communiquer à distance.
Certainement l'un des plus grands pirates de tous les temps, il peut également effectuer des recherches à haute vitesse sur internet, ou pirater des bases de données des institutions européennes telles la Maison-Blanche, la CIA ou le FBI.
Contrairement au cliché du hacker, il possède de bonnes interactions sociales, a appris à jouer du violon, peut subtiliser des petits objets mais n'a pas de bonnes compétences martiales ou athlétiques. De ce fait, il commence ses relations avec Eliot par une grande rivalité qui se transformera par la suite en solide amitié.
Il a le béguin pour Parker, avec qui il débutera une relation sentimentale.
Parmi ses ennemis jurés, figure "Chaos", un autre hacker avec qui il a entretient une profonde rivalité.
Alec est interprété par Aldis Hodge (VF : Fabien Jacquelin)

### Eliot Spencer
Pour les articles homonymes, voir Spencer.
Eliot Spencer est l'expert en arts martiaux, pratiquant entre autres le karaté et l'aïkido. Il assure la protection de son équipe lorsque les gros bras et les mercenaires débarquent pour les éliminer. Ancien militaire des black ops, il déteste les armes à feu et préfère assommer ses ennemis tout en ironisant sur l'inutilité de leurs pistolets. Son excellente capacité physique lui permet d'exceller dans de nombreux sports.
Eliot est un beau parleur charismatique qui a un long passif avec la gent féminine, et il séduit souvent de nouvelles femmes pendant les missions. C'est un excellent cuisinier, qui nourrit un profond respect pour l'homme qui lui a enseigné les arts culinaires qui l'ont éloigné de la délinquance. C'est également (à la surprise générale) un bon chanteur de musique country. 
Très mature, il seconde Sophie dans les arnaques, et tente de chapeauter Alec et Parker qui paraissent assez immatures. S'il fait souvent preuve de mépris pour Alec qu'il voit comme un geek chétif, il finit par nouer une solide amitié avec lui.
Ancien tueur, son passé est un peu flou tout au long de la série malgré la révélation de multiples anecdotes. Par exemple, au début de la saison 2, Alec révèle que des choses graves se passent au Pakistan après avoir hacké les institutions américaines, et Eliot révèle qu'il y a justement passé ses congés.
Eliot est interprété par Christian Kane (VF : Loïc Houdré)

### Parker
Parker - prénom et nom inconnu, Parker étant certainement un pseudonyme - est une voleuse acrobate, perceuse de coffres-forts, pickpocket, capable de traverser un bâtiment fortement gardé sans se faire remarquer. Orpheline, elle a eu une enfance difficile, soumise à de nombreux traumatismes dont elle répond avec une violence extrême. Poussée par le père d'une de ses familles d'accueil pour être une meilleure voleuse, elle a piégé la maison et l'a fait explosée, heureusement vide de ses habitants, dans l'unique but de récupérer son jouet favori qu'il a dissimulé
Par ailleurs, elle se sent responsable de la mort de son jeune frère à qui elle a appris à faire du vélo, celui-ci décédant après un accident.
Adolescente, elle est recueillie par Archie Leach à qui elle essaya de subtiliser son portefeuille. Archie, lui-même maître voleur, la prit sous son aile et en fit son élève.
Du fait de son enfance difficile, Parker peut sembler avoir un comportement original, marginal, impulsif, ce qui rend difficile son intégration lors de la partie sociale d'une arnaque. Consciente des obstacles à surmonter, elle demande cependant conseil à Sophie pour l'aider dans ses relations sociales, notamment envers Alec avec qui elle commence une relation sentimentale.
Parker est interprétée par Beth Riesgraf  (VF : Nathalie Schmidt)

## Personnages récurrents

### James Sterling
Acteur : Mark Sheppard (VF : Emmanuel Gradi)
C'est un enquêteur des fraudes à l'assurance, ancien collègue et ennemi de Nate. Il met plusieurs fois des bâtons dans les roues de l'équipe connaissant leurs techniques et leurs visages. Plusieurs fois il utilise l'équipe dans son intérêt comme quand il manipule Nate pour sauver sa fille ou lorsqu'il laisse Sophie et Nate enquêter sur un vol à ses côtés afin de récolter les félicitations pour l'arrestation du vrai voleur. Eliot semble avoir une véritable rengaine contre Sterling et le tabasse à plusieurs reprises

### Tara Cole
Actrice : Jeri Ryan (VF : Brigitte Berges)
Elle est la remplaçante provisoire de Sophie. Au debut peu intégrée dans l'équipe elle se fait peu à peu sa place en gagnant la confiance de Parker et deviens complice avec Eliot grâce à de multiples points communs, Nate finit par lui faire confiance cependant leur relation est assez bancale et pleine de méfiance.

### Patrick Bonnano
Acteur : Robert Blanche (VF : Fabrice Lelyon)
Le lieutenant Patrick Bonnano est un inspecteur de la police d'État de Boston à qui Nathan transmet régulièrement des informations lui permettant d'arrêter plusieurs criminels. Il est présent dans les saisons 2 et 3.